# Мейер (Иллинойс)
Мейер (англ. Meyer) — невключённая территория в округе Адамс (штат Иллинойс, США).
Мейер очень часто страдает от наводнений, самые значительные из которых произошли в 1944 и 1993, вследствие чего численность населения территории постоянно сокращается и в данный момент составляет 10 человек.